# Радничка класа иде у пакао
Радничка класа иде у пакао је српски филм из 2023. године, по сценарију и режији Младена Ђорђевића.
Филм је имао светску премијеру у званичном програму Филмског фестивала у Торонту у септембру 2023. године. Домаћа премијера је одржана 24. фебруара 2024 године, на 52. Фесту.
Биоскопска дистрибуција филма је кренула 11. априла 2024. године.

## Радња
Ово је прича о малом и одумрлом граду у Србији. Фабрика у којој су некада радили људи из целог града и села који га окружују, затворена је. Предвођени тајанственим Илијом, група бивших фабричких радника у свом безнађу окрећу се паганским ритуалима и призивају ђавола да би се осветили својим експлоататорима.

## Улоге
| Глумац              | Улога                   |
| ------------------- | ----------------------- |
| Тамара Крцуновић    | Светлана                |
| Леон Лучев          | Мија                    |
| Момо Пићурић        | Илија/Елијах            |
| Иван Ђорђевић       | Раде                    |
| Лидија Кордић       | Даница                  |
| Мирсад Тука         | Милутин                 |
| Тома Трифуновић     | Жика/Непоменик          |
| Силвија Крисзан     | Станка                  |
| Оливера Викторовић  | Драгиња                 |
| Добрила Стојнић     | Радетова мајка          |
| Јелена В. Ђукић     | Марија                  |
| Наташа Аксентијевић | Биљана                  |
| Ненад Гвозденовић   | Огњен                   |
| Милан Живковић      | Буда                    |
| Стефан А. Штереф    | локални бизнисмен       |
| Славиша Чуровић     | градоначелник           |
| Ацо Ћировић         | Бата Бели               |
| Драган Ђорђевић     | лепи Мића               |
| Вахид Џанковић      | Милутинов син           |
| Дејан Цицмиловић    | стечајни директор       |
| Душан Јакишић       | поп                     |
| Љубомир Николић     | Мика                    |
| Еди Ђорђевић        | вођа протеста           |
| Мирко Пантелић      | Светланин отац          |
| Милан Узелац        | Светланин брат          |
| Тања Карбова        | Светланина мајка        |
| Јована Крстић       | тв водитељка            |
| Никола Нешковић     | радио спикер            |
| Милорад Новаковић   | телохранитељ Бате Белог |
| Бошко Врцељ         | телохранитељ Бате Белог |
| Ержика Петровић     | очајница                |
| Миша Милосављевић   | очајник                 |
| Зоран Милосављевић  | кувар                   |
| Радмила Величковић  | куварица                |
| Кристина Дрљевић    | сексуална радница       |
| Станка Симић        | сексуална радница       |
| Кристина Бартус     | сексуална радница       |
| Марија Павловић     | сексуална радница       |
| Никола Тодоровић    | конобар                 |

## Награде и учешће на фестивалима
- 52 Фест: награда ФЕДЕОРА за најбољи евро-медитерански филм у главном такмичарском програму; награда Небојша Ђукелић за најбољи филм из региона у главном такмичарском програму; награда Београдски победник за најбољу режију.[12]
- 17. Subversive Film Festival - nagrada Wild Dreamer "Dragan Rubeša" za najbolji igrani film [13]
- 71 Пула филм фестивал - награда Златна арена Леону Лучеву за главну мушку улогу у хрватској мањинској копродукцији [14]
- Прва награда за сценарио - 48 фестивал филмског сценарија у Врњачкој Бањи [15]
- Međunarodni filmski festival u Torontu 2023.
- Filmski festival u Talinu Black Nights 2023. – sekcija Best of Festivals, fokus Srbija i SEE susjedi
- Festival istočnoeuropskog i srednjoeuropskog filma goEast 2024.
- Specijalno priznanje žirija 37 filmskog festivala u Herceg Novom - Montenegro film festival za režiju filma Mladenu Đorđeviću [16]
- Treća nagrada za režiju - 17 izdanje festivala LIFFE [17]